# Leptotrichum inclinatum
Leptotrichum inclinatum là một loài rêu trong họ Ditrichaceae. Loài này được Hedw. Mitt. mô tả khoa học đầu tiên năm 1859.